# 함마메트

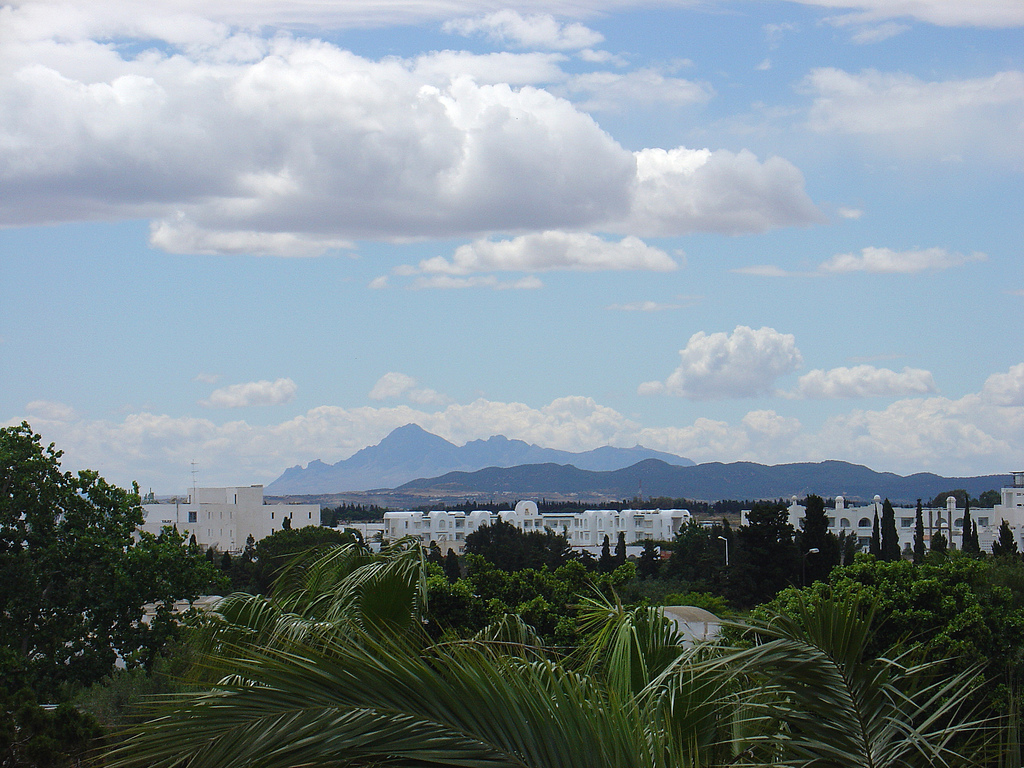
함마메트

함마메트(영어: Hammamet, 아랍어: الحمامات)는 튀니지 나뵐 주에 있는 도시이다. 인구는 63,116명(2004년)이다. 아름다운 해변 때문에 관광객들이 많다.